# Las Marías
Las Marias är en comarca och en badort vid Stillahavskusten i södra Nicaragua, med badstränderna Playa Maderas, Playa Marsella och Playa El Torro. Den ligger i kommunen San Juan del Sur, fyra kilometer nordväst om kommunens centralort med samma namn. 

## Befolkning
Las Marias har 459 invånare i comarcan.

## Aktiviteter
Las Marias har utmärkta bad- och surfingmöjligheter vid Playa Maderas och Playa Marsella. Andra populära aktiviteter är snorkling, dykning, segling och fiske. Det finns också fina vandringsmöjligheter.